# پس طالکوه
پس طالکوه، روستایی از توابع بخش خورگام شهرستان رودبار در استان گیلان ایران است.

## جمعیت
این روستا در دهستان خورگام قرار دارد و براساس سرشماری مرکز آمار ایران در سال ۱۳۸۵، جمعیت آن ۱۱۷ نفر (۳۰خانوار) بوده‌است.